# Pseudochaeta perdecora
Pseudochaeta perdecora är en tvåvingeart som beskrevs av Henry J. Reinhard 1946. Pseudochaeta perdecora ingår i släktet Pseudochaeta och familjen parasitflugor.
Artens utbredningsområde är Florida. Inga underarter finns listade i Catalogue of Life.